# The Tide Is Turning (After Live Aid)
The Tide Is Turning (After Live Aid) è un singolo discografico di Roger Waters, pubblicato nel 1987.

## Tracce

### 7
1. Roger Waters – The Tide Is Turning (After Live Aid) – 5:27
2. Roger Waters & The Bleeding Heart Band – Money – 6:16

### 12 e CD
1. Roger Waters – The Tide Is Turning (After Live Aid) – 5:27
2. Roger Waters & The Bleeding Heart Band – Money – 6:16
3. Roger Waters – Get Back To Radio (Demo Recording) – 4:45

## Storia
La canzone gli fu commissionata dalla EMI perché voleva dare un lieto fine all'album, un concept album  che racconta la storia di un ragazzo disabile che può captare le onde radio nella sua testa. Il titolo fa riferimento al Live Aid. Il brano compare anche come ottava e ultima traccia dell'album Radio K.A.O.S. (1987) e come ultima traccia di The Wall - Live in Berlin (1990).
Il brano avrebbe dovuto terminare con un verso in cui veniva citato l'attore Sylvester Stallone ma venne tolto per evitare noie legali; esso recitava: "Now the past is over but you are not alone Together we'll fight Sylvester Stallone We will not be dragged down in his South China Sea of macho bullshit and mediocrity." Questo spiega perché la canzone termini con un "The tide is turning, Sylvester". Waters vedeva nell'attore, protagonista di film come Rambo, il simbolo di un patriottismo eccessivo e guerrafondaio.